# Amblyraja badia
Amblyraja badia es una especie de pez de la familia de los Rajidae en el orden de los Rajiformes.

## Morfología
Los machos pueden llegar a alcanzar los 86 cm de longitud total y las hembras a 100 cm.

## Reproducción
Es ovíparo, las hembras dipositan cápsulas de huevos, las cuales presentan una especie de cuernos en el cascarón.

## Hábitat
Es un pez marino de aguas profundas. Vive entre de 1061 a 2322 m de profundidad.

## Distribución geográfica
Se encuentra en el Canadá, el Japón y Panamá.

## Observaciones
Es inofensivo para los humanos.